# Lopburi
Lopburi (em tailandês:  ลพบุรี) é uma cidade da Tailândia, capital da  província de Lopburi. Em 2005 tinha uma população de 26.500 habitantes e abrangia uma área de 6,85 km².

## Localização
A cidade está localizada na região central a aproximadamente 150 km de  Bangkok, capital do pais.

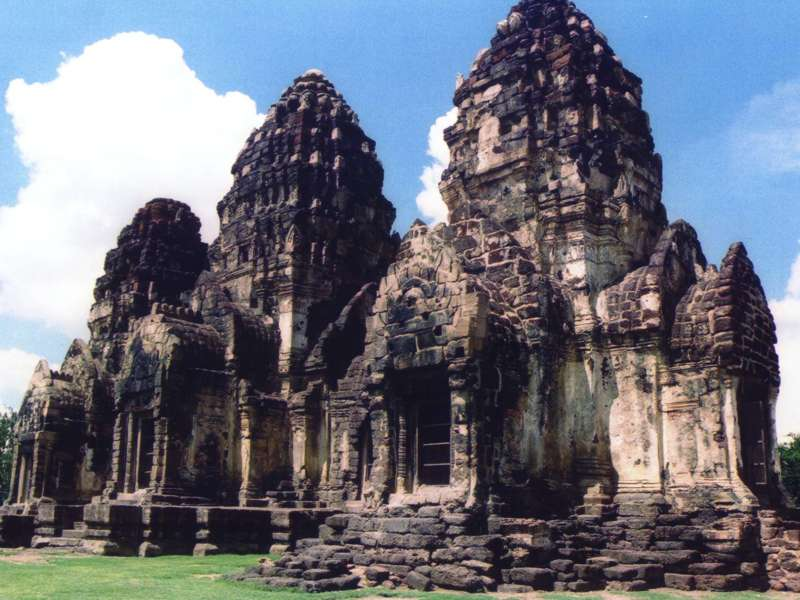
Prang Sam Yot, il tempio Khmer em Lopburi